# Bristol Badger
Il Bristol Badger fu un aereo militare biposto, monomotore e biplano, sviluppato dall'azienda aeronautica britannica British and Colonial Aircraft Co. Ltd, (dal 1920 Bristol Aeroplane Company) nei tardi anni dieci del XX secolo.
Destinato ad essere utilizzato nel ruolo di aereo da caccia-ricognitore come dotazione dell'aviazione militare britannica durante la prima guerra mondiale, a causa del sopravvenuto termine del conflitto e dei continui problemi legati alla motorizzazione nelle sue prime fasi di sviluppo, venne realizzato in soli cinque esemplari, tre dei quali utilizzati dall'Air Board come banco di prova volante per motori radiali raffreddati ad aria, in particolare il 9 cilindri Cosmos (poi Bistol) Jupiter, e due venduti sul mercato dell'aviazione civile.

## Storia del progetto
Nel corso della prima guerra mondiale, al fine di fornire alle forze aeree alleate modelli di velivoli militari sempre più avanzati, la British and Colonial Aircraft decise di avviare lo sviluppo di una nuova versione del caccia Bristol F.2 Fighter, sviluppo diretto del Bristol F.2B e indicata dall'azienda come Type 22 F.2C, abbinando alla cellula un motore dalla diversa architettura in luogo dei 12 cilindri a V raffreddati a liquido utilizzati fino ad allora, l'innovativo radiale Salmson raffreddato a liquido da 200 hp (150 kW) (Type 22), o il nuovo radiale raffreddato ad aria ABC Dragonfly da 300 hp (220 kW) (Type 22A) o un più conservativo rotativo Bentley BR2 da 230 hp (170 kW) (Type 22B). Benché il progetto non avesse mai superato le fasi preliminari, i suoi studi vennero reimpiegati da Frank Barnwell ed il suo gruppo di lavoro per lo sviluppo del successivo Type 23 Bagder motorizzato Dragonfly, un nuovo progetto avviato nella seconda parte del 1917 proposto per rispondere alla specifica di un modello biposto che potesse essere impiegato sia come caccia che ricognitore e che potesse essere costruito in tempi brevi. Il progetto si trovò in concorrenza con il Westland Weasel e l'Austin Greyhound.
Il disegno del Type 23 incorporava aspetto e caratteristiche salienti dei modelli sviluppati nello stesso periodo, un velivolo monomotore in configurazione traente realizzato con struttura lignea ricoperta in tela trattata, dalla velatura biplana, fusoliera biposto con abitacoli separati posti in tandem, l'anteriore destinato al pilota e il posteriore all'osservatore e mitragliere di coda, e carrello d'atterraggio fisso, tuttavia era caratterizzato da alcune particolarità tecnologiche. Al fine di migliorare la visibilità di entrambi i membri dell'equipaggio, le sue postazioni erano sopraelevate, inoltre la velatura era del tipo a scalamento positivo, con ala superiore provvista di un foro circolare per consentire al pilota di introdurre la testa alzandosi, e con quella inferiore sensibilmente spostata verso coda. Anche l'armamento previsto rispondeva alla dotazione standard per caccia britannici del periodo, una coppia di mitragliatrici Vickers calibro .303 in (7,7 mm) sparanti attraverso il disco dell'elica, integrate da una coppia di pari calibro Lewis montate su supporto ad anello nell'abitacolo posteriore, collocate una sul lato destro e l'altra su quello sinistro della fusoliera.
La costruzione del prototipo, dotato del motore Salmson e caratterizzato dalla presenza di radiatori collocati ai lati della fusoliera, venne avviata nel corso del 1917 ma la difficile messa a punto del propulsore ritardò sensibilmente i lavori tanto che a novembre fu evidente che non sarebbe stato disponibile per completarlo. L'ufficio tecnico fu così costretto a ripiegare su un propulsore dalla minor potenza disponibile e per poterne compensare la differenza venne disegnata una nuova ala dalla superficie ridotta. Tuttavia l'unico motore disponibile, il Bentley BR2, risultava sottopotenziato per le esigenze del mezzo e il suo sviluppo non venne mai ufficialmente autorizzato dalle autorità militari britanniche.
Dai propri calcoli Barnwell si rese conto che per rispettare le specifiche richieste doveva equipaggiare il modello con un motore capace di erogare almeno 300 hp quindi rielaborò ulteriormente il progetto originale per adattarvi il nuovo ABC Dragonfly, in quel momento ancora in fase di sviluppo ma promettente per la potenza che l'ABC Motors dichiarava. In questa configurazione, attingendo dall'esperienza acquisita nello sviluppo del coevo Bristol Scout F (Type 21), il tecnico presentò il progetto nell'aprile 1918, costruendo un mockup da far visionare alle autorità militari installandovi l'armamento ed integrando nelle dotazioni una fotocamera come da richiesta. Benché pervenuta l'autorizzazione ad avviare i lavori di sviluppo, anche in questo caso questi furono rallentati dai problemi riscontrati sulle motorizzazioni previste ed anche un'ulteriore alternativa basata sul Sunbeam Arab dovette essere scartata per la manifesta inaffidabilità dimostrata da quest'ultimo.
Nel frattempo veniva fondata la Cosmos Engineering, divisione aeronautica della casa automobilistica Straker-Squire (e conosciuta anche come Brazil Straker), dove gli ingegneri Roy Fedden e Leonard Butler stavano sviluppando un nuovo 9 cilindri da 400 hp, il Cosmos Jupiter, che attirò l'attenzione di Barnwell.

## Versioni
Badger I
designazione aziendale Type 23, versione biposto equipaggiata con motore Dragonfly, primo volo 1918.
Badger II
designazione aziendale Type 23A, versione biposto equipaggiata con motore Jupiter, primo volo 1919.
Badger X
designazione aziendale Type 23X, versione monoposto equipaggiata con motore Siddeley Puma, primo volo 1919.